# José María Gil-Robles
José María Gil-Robles Gil-Delgado (n. 17 iunie 1935, Madrid, Noua Castilie⁠(d), Spania – d. 13 februarie 2023, Madrid, Spania) a fost un om politic conservator spaniol, membru al Parlamentului European în perioada 1989-2004. În perioada 1997-1999 a fost președintele Parlamentului European.
Formațiunea sa politică a fost Partidul Popular (Spania).